# Nicolás Casanova
Javier Nicolás Casanova Sampayo (Bogotá, Colombia, 22 de noviembre de 1993) es un director y productor de cine colombiano.  Debutó en el cine con el documental El Culebro: La historia de mi papá, una película que relata la vida del actor Hernando Casanova. Fue incluido en la revista GO en la lista de ''directores de cine bogotanos destacados''.

## Biografía
Nicolás Casanova es el hijo menor del actor Colombiano, Hernando Casanova y la periodista Gilma Sampayo. Tiene cuatro hermanos: Juan Sebastián, Adriana, Rocío y Margarita.  Estudió Cine y Televisión en la Universidad Jorge Tadeo Lozano.

## Carrera
En 2015, empezó la producción de su ópera prima El Culebro: La historia de mi papá.  La producción estuvo a cargo de Senic producciones (la empresa productora de los cinco hijos de Hernando Casanova).  Se reveló  que la película tendría material de archivo y música de Casanova no antes visto o escuchado.  Nicolás Casanova dijo "Todos conocen su vida como artista.  Pero muchas personas no conocían su vida privada, la idea es contar como mi papá, viniendo de una familia muy humilde, vino a Bogotá y se las arregló para entrar en la televisión y ser quién fue".  El 27 de noviembre de 2016, en una entrevista a Noticias Uno, añadió "La película se puede resumir en una disputa entre El Culebro actor, y Hernando Casanova el papá.  A lo largo de la historia se va entrecruzando ese deseo de él de cantar y de actuar, con su familia". El 2 de septiembre de 2017, el festival de cine Eureka anunció que la película sería parte del festival y se estrenó el 20 de septiembre. El Culebro: La historia de mi papá, recibió una ovación generalizada y lleno total el día de su estreno. El periódico El Tiempo, dijo que "...Es una hora y media de nostalgia para una generación que creció con los chistes del ‘Culebro’ y la posibilidad de presentar al opita que se escondía detrás del humor." Por otro lado, Nicolás Samper de RCN radio destacó que "el documental es una piedra angular y fundamental para conocer la historia de uno de los hombres más importantes de la televisión colombiana".  Además, Samper alabó el material inédito, y el hecho de que la película no tiene una visión sesgada por el parentesco del director con el personaje, presentando así un retrato fidedigno y realista.  La revista GO, destacó a su director como uno de "Los directores Bogotanos destacados" y comentó que el documental era un trabajo "veraz y experimentado a pesar de ser dirigido por un joven".  Algunas personalidades de la televisión se pronunciaron tras el estreno en televisión nacional, entre ellos Nelson Polanía, Paula Peña y Frank Solano, que destacaron la emotividad del documental y la importancia histórica para la televisión colombiana. El cineasta colombiano Víctor Gaviria, sentenció que el documental deja en evidencia que "El destino del Culebro Casanova era entrar en la vida de los colombianos". Por motivo del quinto aniversario del documental, Casanova anunció que se encontraba trabajando en una versión extendida del documental y que sería estrenado en 2022.
En 2018, anunció que se encontraba trabajando en un documental sobre el músico Manuel J. Bernal y su esposa Lia Ghelman dentro de la comunidad judía en Colombia, paralelamente trabaja en una película de ficción relacionada con el nazismo. Sin embargo, debido a la emergencia sanitaria ocasionada por la pandemia del COVID-19, los proyectos se encuentran detenidos indefinidamente.
En 2019, empezó la producción de su segundo largometraje documental, titulado El Sueño de Rosalinda, que cuenta la historia de Rosalinda Aguilar, una lideresa Wayú que fundó un hospital en Maicao, La Guajira, con la premisa de utilizar los conocimientos medicinales tanto occidentales, como tradicionales de la cultura Wayú.  Según una entrevista con el comediante Andrés López, Casanova contó que la película se encuentra en etapa de posproducción.
En 2020, hace parte de la Selección oficial del Festival de Cine Bogoshorts, con el cortometraje Anarkia.

## Filmografía

### Cine
| Año  | Producción                         | Rol                | Notas                        |
| ---- | ---------------------------------- | ------------------ | ---------------------------- |
| 2021 | El sueño de Rosalinda              | Director           | Actualmente en posproducción |
| 2020 | Anarkia                            | Productor          | Cortometraje                 |
| 2019 | Mamá al volante                    | Script/Continuista | -                            |
| 2018 | Pa' Las que sea papá               | Script/Continuista | -                            |
| 2017 | El Culebro: La historia de mi papá | Director           | -                            |

### Televisión
| Año  | Producción            | Rol                | Notas                                                                                       |
| ---- | --------------------- | ------------------ | ------------------------------------------------------------------------------------------- |
| 2021 | ¡Vivir Vale La Pena!! | Productor de Campo | Talk-Show de V-me TV, presentado por Juan Diego Humpierres y emitido en los Estados Unidos. |
| 2021 | Conexión en Línea     | Él mismo           | Magazine de Canal Capital, emitido el 11 de junio de 2021.                                  |
| 2019 | Los Informantes       | Él mismo           | Episodio 292 'Todo por mi madre / Dany, el suso / Las vidas del Culebro Casanova'           |
| 2019 | Expediente Final      | Él mismo           |                                                                                             |
| 2018 | Gente +               | Él mismo           | Invitado; Talk Show de Telecaribe.                                                          |

### Digital
| Año  | Producción                      | Rol                 | Notas |
| ---- | ------------------------------- | ------------------- | ----- |
| 2020 | Lópezcueva con Andrés López     | Él mismo            |       |
| 2020 | The Recochan Show               | Él mismo / Director |       |
| 2017 | Nuestra memoria es para siempre | Él mismo            |       |

## Reconocimientos
- 2017: Directores bogotanos de cine destacados - Revista Go
- 2018: Tadeístas destacados - Universidad Jorge Tadeo Lozano